# Иван Дмитриевич (суздальско-нижегородский княжич)

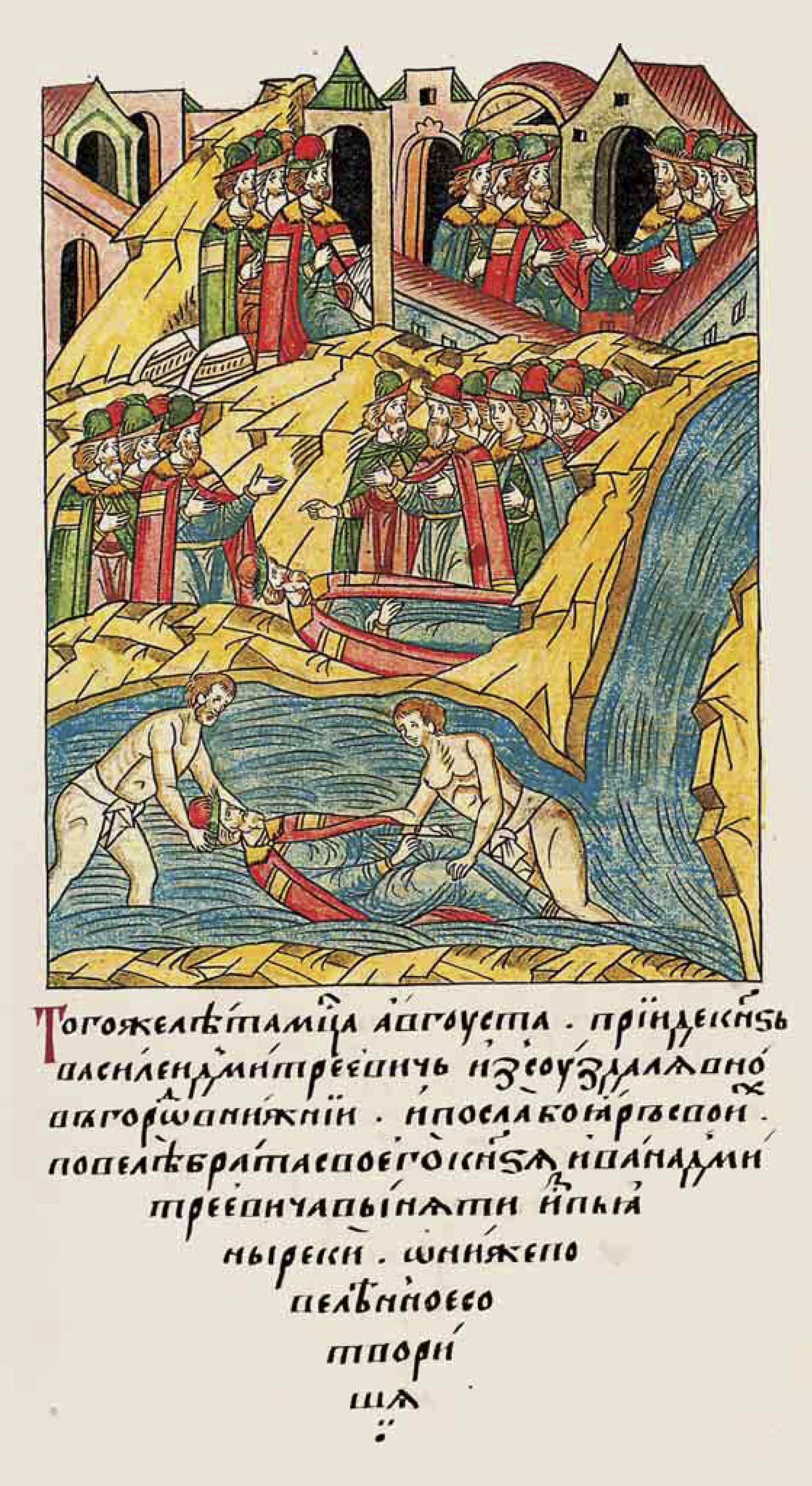
Нахождение тела князя после битвы на реке Пьяне

Ива́н Дми́триевич (ум. 2 августа 1377) — суздальско-нижегородский княжич, сын Димитрия Константиновича, великого князя нижегородского.
В 1367 вместе с отцом, дядей Борисом и братьями, преследовал Булат-Темира, в 1376 году участвовал в походе на Волжскую Булгарию. В 1377 году ходил с нижегородскими войсками к реке Пьяне против пришедшего из Синей орды царевича Арапши (Араб-шаха). Русские, в результате собственной беспечности, 2 августа были разбиты наголову; Иван, спасаясь от врагов, на коне бросился в реку и утонул.